# 奥尔塔马霍-哈
奥尔塔马霍-哈（英語：Altamaha-ha，又名：Altie）是乔治亚州的民间传说中的神秘生物，据说其栖息于美国乔治亚州奥尔塔马霍河一带，在麦金托什县达里恩有着较多的目击。奥尔塔马霍河水怪的第一次正式目击可以追溯至1700年，更早之前的信息来自印第安人，他们认为奥尔塔马霍河生存着一只类似巨蛇的生物。一些研究者认为，水怪可能是鳄雀鳝或海牛。

## 目击
在20世纪，水怪的目击被广泛的记载与报道。1920年，有目击者报告称看见了类似巨蛇的生物。1935年，一些猎人再度看见传闻中的蛇形水怪。1940年，一群童子军看见了水怪，随后的1950年，里兹维尔的两名官员也看见了水怪。1969年，两名目击者在钓鱼时看见一只10-12英尺长（约3~3.7米）、类似鳄鱼的口鼻及水平尾巴的生物。1980年，两名目击者在奥尔塔马霍河锚架溪（Cathead Creek）附近的泥岸看见一只疑似搁浅的神秘动物，据目击者描述，这只动物长约20英寸（6米），经过一番挣扎后离开泥岸回到水中。
2002年，一位渔夫称看见水怪浮出水面数分钟。2010年，一名业余摄影师在乔治国王堡（Fort King George）附近拍摄到一段疑似水怪游泳的影像。